# Acid trance
Acid Trance är tung och delvis melodiös trancemusik, Goatrance, New beat.  Acid trance kallas "acid" eftersom TB-303 ofta används i genren.
Ibland för acid oss direkt till riktigt tung musik (även om det är lite missvisande) men idag klassas vissa oldstyle hardcore techno, experimental trance och snabbare jungle låtar som acid trance (detta på grund av musikens melodier samt dess aggressiva trumljud följt av en hihat och open hat som infaller i låtens uppbyggnad).  
Trance har i alltid klassats som en subgenre till elektronikamusiken samt acid som en subgenre till den hårdare formen av trance. 
En av de mest kända inom acid trance är Kai Tracid[källa behövs].